# استنلی وویچیتسکی
استنلی جرج وویچیتسکی (انگلیسی: Stanley George Wojcicki؛ ۳۰ مارس ۱۹۳۷–۳۱ مهٔ ۲۰۲۳) فیزیک‌دان اهل لهستان-ایالات متحده آمریکا بود.